# Neoarius utarus
Neoarius utarus és una espècie de peix de la família dels àrids i de l'ordre dels siluriformes.

## Morfologia
Els mascles poden assolir els 55 cm de llargària total i els 1.700 g de pes.

## Alimentació
Menja principalment crustacis dels gèneres Macrobrachium i Caridina, peixos, insectes aquàtics i terrestres, crisàlides i detritus.

## Distribució geogràfica
Es troba a Indonèsia (Irian Jaya) i Papua Nova Guinea.